# Выборы башкана (главы) Гагаузской автономии (2015)
Выборы башкана (главы) Гагаузской автономии прошли в воскресенье 22 марта 2015 года. При явке в 58,1 % выборы были признаны состоявшимися. Победителем на выборах стала фаворит гонки Ирина Влах, за которую свои голоса отдали чуть более 32 тыс. избирателей, или 51,11 %. За мэра Комрата Николая Дудогло проголосовали более 12 тыс. избирателей, или 19,06 %. На третье место вышел экс-заместитель башкана Валерий Яниогло, набравший 5 тыс. голосов (7,98 %). Оставшиеся семь кандидатов набрали менее 7 % голосов каждый. Наибольшей явка была в столице автономии городе Комрате, где она составила 61,7 процента. Голосование началось в 7 утра. Большинство бюллетеней было напечатано на русском языке, также имелись переводы на гагаузский и румынский языки.

## Значимость
По мнению аналитиков и многих СМИ, результат данных выборов усугубит раскол между Гагаузией и Кишинёвом поскольку Ирина Влах является открытым сторонником интеграции в Евразийский экономический союз и тесного сотрудничества между автономией и Россией. Во время предвыборной кампании Ирина Роднина, боксёр Николай Валуев и певец Олег Газманов, а также депутаты Государственной Думы РФ поддержали кандидатуру Ирины Влах. В ответ официальный Кишинёв пригрозил запретить целому ряду россиян въезд в страну. В связи с победой на выборах открыто пророссийского кандидата Ирины Влах, южное региональное управление Госпогранслужбы Украины приняло решение усилить меры безопасности на гагаузском участке украино-молдавской границы.

## Кандидаты

### Зарегистрированные
- Валерий Яниогло
- Руслан Гарбалы
- Николай Дудогло
- Ирина Влах
- Олег Гаризан
- Александр Стояногло
- Сергей Чернев
- Дмитрий Кройтор
- Илья Анастасов
- Леонид Добров

### Вышедшие из гонки
- Сергей Бузаджи
- Олег Кайкы

## Результаты
| Кандидат                          | Кандидат                          | Субъект выдвижения                | Голосов | %      |
| --------------------------------- | --------------------------------- | --------------------------------- | ------- | ------ |
|                                   | Ирина Влах                        | Партия социалистов                | 32 543  | 51,11  |
|                                   | Николай Дудогло                   | ЕСДП                              | 12 136  | 19,06  |
|                                   | Валерий Яниогло                   | Независимый кандидат              | 5080    | 7,98   |
|                                   | Дмитрий Кройтор                   | Независимый кандидат              | 3956    | 6,21   |
|                                   | Олег Гаризан                      | Независимый кандидат              | 3251    | 5,11   |
|                                   | Александр Стояногло               | Независимый кандидат              | 3174    | 4,98   |
|                                   | Руслан Гарбалы                    | Независимый кандидат              | 3075    | 4,83   |
|                                   | Леонид Добров                     | Независимый кандидат              | 253     | 0,40   |
|                                   | Сергей Чернев                     | Независимый кандидат              | 122     | 0,19   |
|                                   | Илья Анастасов                    | Независимый кандидат              | 84      | 0,13   |
| Действительных голосов            | Действительных голосов            | Действительных голосов            | 63 674  | 99,44  |
| Недействительных голосов          | Недействительных голосов          | Недействительных голосов          | 359     | 0,56   |
| Всего голосов                     | Всего голосов                     | Всего голосов                     | 64 033  | 100,00 |
| Зарегистрировано/явка избирателей | Зарегистрировано/явка избирателей | Зарегистрировано/явка избирателей | 109 998 | 58,21  |
| Источник:eDemocracy               |                                   |                                   |         |        |